# Bragg Creek Provincial Park
Bragg Creek Provincial Park är en park i Kanada.   Den ligger i provinsen Alberta, i den centrala delen av landet, 2 900 km väster om huvudstaden Ottawa. Bragg Creek Provincial Park ligger 1 408 meter över havet.
Terrängen runt Bragg Creek Provincial Park är platt åt nordost, men åt sydväst är den kuperad.Trakten runt Bragg Creek Provincial Park är nära nog obefolkad, med mindre än två invånare per kvadratkilometer.. Närmaste större samhälle är Bragg Creek, 2,6 km nordost om Bragg Creek Provincial Park.
I omgivningarna runt Bragg Creek Provincial Park växer i huvudsak blandskog.